# Camille Benoit
Camille Benoît (Roanne, Loira, 7 de desembre de 1851 - París, 1 de juliol de 1923) fou un compositor i literat francès.
Estudià música amb al Conservatori de París amb César Franck, i fou conservador del Museu del Louvre.
Entre les seves obres musicals hi figuren el poema simfònic Merlin l'Enchanteur, els drames lírics La Féte des Roses i Cléopatre i el ball Polypheme. A més com a literat és autor, de La Musique et la philosophie modernes, Etudes sur Darwin et Spencer, Souvenirs (1884). Musiciens, poetes et philosophes (1887), i nombrosos articles.